# ورا کراسووا
ورا کراسووا (انگلیسی: Vera Krasova؛ زادهٔ ۱۱ دسامبر ۱۹۸۷) یک مانکن (فرد)، خبرنگار، و مجری اهل روسیه است.